# Królowa Elżbieta (serial telewizyjny)
Królowa Elżbieta / Elżbieta, królowa Anglii (ang. Elizabeth R, 1971) – brytyjski serial telewizyjny opowiadający losy Królowej Elżbiety I.
W Polsce serial był emitowany w 1973 roku na kanale TVP1.

## Obsada
- Elżbieta I – Glenda Jackson
- Maria Tudor – Daphne Slater
- William Cecil – Ronald Hines
- Robert Dudley – Robert Hardy
- Królowa wdowa – Rosalie Crutchley
- Katarzyna Ashley – Rachel Kempson
- Gardiner – Basil Dignam
- Cranmer – Bernard Hepton
- Seymour – John Roname
- Książę Filip – Peter Jeffrey
- Tyrwhit – Stanley Lebon
- Lady Tyrwhit – Nicolette Bernard
- Sussex – John Shrapnel
- Bridges – Kevin Brennan
- De Noailles – Julian Holloway
- Renard – Brendan Barry
- Wyatt – Robert Garrett
- Bedingfield – Alan Foss
- Edward VI – Jason Kemp
- Fowler – Ian Barrit
- Parry – Blake Butler
- Strażnik – Richard Parry

## Wersja polska
Reżyser: Zofia Dybowska-Aleksandrowicz

Dialogi polskie: Krystyna Albrecht

Konsultacja: Anna Staniewska

Operator dźwięku: Jerzy Janiszewski

Montaż: Urszula Sierosławska

Kierownik grupy: Tadeusz Simiński

Udział wzięli:
- Elżbieta I – Aleksandra Śląska
- Maria Tudor – Ewa Wawrzoń
- Maria Stuart, królowa Szkotów – Jadwiga Barańska
- William Cecil – Zdzisław Tobiasz
- Królowa wdowa – Irena Laskowska
- Katarzyna Ashley – Danuta Szaflarska
- Gardiner – Maciej Maciejewski
- Cranmer – Edmund Fetting
- Seymour – Andrzej Gawroński
- Książę Filip – Tadeusz Pluciński
- Tyrwhit – Włodzimierz Bednarski
- Lady Tyrwhit – Zofia Mrozowska
- Sussex – Andrzej Chrzanowski
- Bridges – Jerzy Tkaczyk
- De Noailles – Tadeusz Wieczorek
- Renard – Zygmunt Listkiewicz
- Wyatt – Maciej Rayzacher
- Bedingfield – Zdzisław Salaburski
- Edward VI – Filip Łobodziński
- Fowler – Henryk Łapiński
- Parry – Wiesław Drzewicz
- Strażnik – Józef Kalita
- Stary żołnierz – Stefan Śródka
- Lettice Knollys – Krystyna Borowicz
- Ilona Kuśmierska

i inni

## Spis odcinków
1. "The Lion's Cub" ("Lwiątko")
2. "The Marriage Game" ("Gry małżeńskie")
3. "Shadow in the Sun" ("Cień w blasku słońca")
4. "Horrible Conspiracies" ("Straszne spiski")
5. "The Enterprise of England" ("Wyprawa na Anglię")
6. "Sweet England's Pride" ("Duma Anglii")